# Dirksia
Dirksia is een geslacht van spinnen uit de familie van de waterspinnen (Cybaeidae).

## Soorten
- Dirksia cinctipes (Banks, 1896)
- Dirksia pyrenaea (Simon, 1898)